# Hoằng Phong
Hoằng Phong là một xã thuộc huyện Hoằng Hóa, tỉnh Thanh Hóa, Việt Nam.
Xã Hoằng Phong có diện tích 8,63 km², dân số năm 1999 là 6922 người, mật độ dân số đạt 802 người/km².